# Maritchka (drone)
Pour les articles homonymes, voir Marichka.
Le Maritchka (en ukrainien : Марічка, en anglais : Marichka) est un robot sous-marin autonome (AUV), ou drone sous-marin. Il a été développé par l’Ukraine afin de combattre la Russie qui l’a envahie en février 2022. Parmi les nombreux projets d’AUV de grande taille développés à travers le monde, il est probablement le premier suscité directement par les besoins d’un conflit armé en cours. Son nom, Maritchka, est le diminutif du prénom Maria en ukrainien.

## Conception
Le Maritchka a été développé par un groupe ukrainien d’ingénieurs bénévoles du nom de Ammo Ukraine. Cette communauté est exclusivement financée par les citoyens ukrainiens. Le projet en est encore à la phase de mise au point du prototype, et Ammo Ukraine est à la recherche de financements. Les ingénieurs ont même lancé une cagnotte en ligne pour solliciter les dons de leurs compatriotes.
Son coût unitaire est assez élevé par rapport aux autres drones mis en œuvre durant la guerre russo-ukrainienne comme le HESA Shahed 136 ou le Lancet : il est de 16 millions de hryvnias l’unité, soit 400 000 euros,,, 433 000 dollars américains ou encore 355 000 livres sterling.
Le véhicule autonome sous-marin (AUV) mesure 6 mètres de long et 1 mètre de diamètre,. Sa construction est entièrement métallique. Il a un corps tubulaire, semblable à celui d'un sous-marin miniature, avec deux stabilisateurs horizontaux à l'avant pour le contrôle hydrodynamique, un gouvernail en forme de X avec quatre surfaces de contrôle disposées autour de l’extrémité arrière, une quille ventrale et des anneaux de remorquage. Le cône de nez peut contenir une quantité importante d'explosifs, jusqu’à 450 kg. Des images générées par ordinateur diffusées par AMMO Ukraine représentent le Maritchka avec une unique hélice à six pales. Sa propulsion n’est pas connue, mais comme il n’y a aucune indication d’une alimentation en air extérieur, cela peut indiquer qu’il dispose d’une propulsion totalement indépendante de l’air, alimentée par des batteries.
Les détails vérifiables sur le Maritchka et ses capacités restent très limités. D’après Ammo Ukraine, son rayon d'action est de 621 milles marins, soit environ 1000 kilomètres,,,. Si c’est vrai, le drone pourra atteindre pratiquement n’importe quel point de la mer Noire à partir des ports de l’ouest de l’Ukraine. Le drone pourrait être lancé plus près de sa destination en pleine mer depuis un vaisseau mère, ou à partir de vecteurs plus inattendus. Il dispose d’un « système de communication unique avec l’opérateur », selon ses concepteurs, permettant de le contrôler à de grandes distances et profondeurs.
Ses créateurs affirment que le drone ne peut pas être détecté par les radars, les scanners ou les échosondeurs. Conçu pour la discrétion, le Maritchka peut échapper à de nombreux radars et sonars standards. Son fonctionnement silencieux figure parmi ses principaux atouts, ainsi que sa capacité à contrer les systèmes de guerre électronique utilisés par les forces ennemies russes. Sa conception autonome signifie qu’il peut si nécessaire se mettre en mode veille et rester inactif en se cachant sous l’eau pendant de longues durées, avant de se réactiver, poursuivre sa mission et être dirigé vers sa cible.
Le Maritchka se distingue par sa polyvalence. Il pourra remplir trois types de missions :
- La principale mission est la destruction des forces ou infrastructures ennemies, avec son cône de nez rempli d’explosifs, d’où le qualificatif de « drone kamikaze[3] » qui lui est parfois associé, ou de « torpille guidée[9] ». D’après le groupe Ammo Ukraine, il « est conçu pour attaquer les navires de débarquement, les bateaux plus rapides, les sous-marins et les bateaux lance-missiles, mais aussi les fortifications côtières et les piles des ponts[2],[10]. »

Ce genre de drones sous-marins est encore plus dangereux pour la marine russe que les drones de surface, car il ne peut pas être détecté par les systèmes de surveillance russes. L’Ukraine a inauguré une nouvelle ère dans la guerre navale en utilisant des drones kamikazes contre des navires de guerre russes en mer Noire. La première attaque, à l’automne 2022, a été un choc pour la flotte russe. Après cette première attaque, l’Ukraine a augmenté la portée de vol de ses drones kamikazes et elle a attaqué des bases critiques. Depuis un an, les forces ukrainiennes font de plus en plus usage d’un arsenal croissant de drones pour lancer des attaques contre les navires de la marine russe en mer et dans les ports, ainsi que d’autres cibles comme le pont du détroit de Kertch. Le chef du renseignement ukrainien, Kyrylo Budanov, a déclaré que les drones d’attaque navale avaient pu « paralyser » la flotte russe de la mer Noire. Budanov a déclaré que les attaques étaient un « moyen de dissuasion » très efficace.
La Russie a mis au point des mesures défensives contre les drones de surface, telles que des mesures améliorées de reconnaissance et de destruction des objets se déplaçant à la surface de l’eau. La Russie a détruit de nombreux drones, soit en utilisant la guerre électronique pour les brouiller, soit en les tirant hors de l’eau. Cependant, les récentes attaques contre un navire de débarquement et un pétrolier logistique russes ont prouvé que ces mesures n'étaient pas suffisantes pour garantir la sécurité des navires et installations russes. Le Maritchka pourrait donner à l’Ukraine une nouvelle dimension à ses attaques contre la flotte de la mer Noire de Poutine, car jusqu’à présent, les attaques ont été principalement menées par des drones navals de surface. De plus, le Maritchka frappera les navires ennemis sous la ligne de flottaison, sur la partie immergée de la coque,, ce qui est encore plus destructeur pour les navires de guerre. Il sera très difficile pour les Russes de se défendre contre un essaim de tels drones suicides,,. Sur la chaîne de télévision LCI, le spécialiste des questions de défense François Heisbourg a témoigné que « Cela va rendre encore plus difficile la survie des navires de guerre russe en mer Noire ».
Pour atteindre leur cible, les drones de surface ukrainiens utilisent un mélange de navigation assistée par satellite et de ciblage terminal via des caméras électro-optiques et infrarouges. Le niveau d’autonomie de ces drones reste incertain. Des modes de guidage et de ciblage similaires pourraient être adaptés au Maritchka, via l’installation d’une sorte de mât avec des antennes de liaison de données tactiques et des caméras. Cependant il n’est pas certain que cela fonctionnerait dans la pratique, en particulier par mer agitée. Le concept serait utilisé au mieux de manière autonome contre des cibles fixes, telles que les ponts et les navires au mouillage. La méthode de guidage pour réaliser ce type d’attaques nécessite simplement les coordonnées de la cible et la capacité de naviguer jusqu’à elle et exécuter une attaque prédéfinie, le tout sur pilote automatique. Le groupe Ammo Ukraine a déclaré « Grâce à sa conception unique, le drone reçoit la cible spécifiée et exécute la tâche programmée. » 
Bien que les cibles que le drone puissent attaquer soient plus limitées, il serait également plus difficile à contrer que les drones de surface. Un drone sous-marin, même s’il n’est capable de fonctionner que juste sous les vagues, aurait l’avantage supplémentaire d’être moins détectable que les drones de surface, même à profil surbaissé. Un drone sous-marin pourrait être capable de naviguer sous certaines défenses physiques qui entravent les drones de surface, comme les barrages flottants, les obstacles et autres barrières.
- Une autre mission possible est la reconnaissance[3],[4],[11],[6] maritime ou la collecte de renseignements[1]. Le Maritchka pourrait être très utile en tant que plate-forme de collecte de renseignements maritimes, d’autant plus qu’il est difficile à détecter. Les sous-marins, avec ou sans équipage, ont des avantages intrinsèques en tant que moyens de renseignement, de surveillance et de reconnaissance, étant donné leur capacité à se dissimuler sous les flots. Mais la marine ukrainienne n’a actuellement aucun sous-marin avec équipage dans son inventaire[8]. Le Maritchka peut rester immergé pendant plusieurs heures, observant la flotte russe avant de lancer une attaque ou transmettant les informations collectées à ses opérateurs distants[13]. Il pourra enregistrer les communications maritimes des sous-marins ennemis[10]. Il peut aussi servir dans le cadre de la guerre électronique, en étant déployé avec d'autres drones pour brouiller l'acquisition de leur cible par les artilleurs des navires de guerre russes[2],[13].

- Enfin, le Maritchka peut également être utilisé pour le transport[1],[11],[6] de marchandises[3] ou de cargaisons, à des fins militaires ou civiles, à la place des explosifs dans son cône de nez[2]. Il sera capable d’exécuter des missions de ravitaillement clandestines et de transporter discrètement des fournitures essentielles à des unités militaires avancées dans les zones côtières. Le Maritchka pourrait être utile pour soutenir les unités des forces spéciales ukrainiennes qui mènent des raids et d’autres opérations derrière les lignes ennemies, dans des régions comme la Crimée. Néanmoins, cela reste une mission secondaire[8].

## Essais
L’existence du Maritchka a été révélée le 23 août 2023, lorsque plusieurs comptes ukrainiens sur les réseaux sociaux ont publié une vidéo, postée sur la messagerie Telegram,, montrant un véhicule sous-marin sans pilote (UUV) de couleur noire,, en train d’être descendu dans la mer pour être testé puis se déplaçant par ses propres moyens juste sous la surface de l’eau. Une autre animation vidéo montre les spécifications du drone.
Le député ukrainien Yuriy Mysiagin, vice-président du Comité de la sécurité nationale, de la défense et du renseignement du Parlement ukrainien, a relayé cette information sur les réseaux sociaux par le biais d’un tweet contenant une vidéo, afin d’attirer l’attention sur la phase de tests. Obozrevatel a publié le 25 août 2023 l’information selon laquelle l’Ukraine teste actuellement le Maritchka.
Le projet est encore nouveau et on ne sait pas à quelle vitesse il pourra progresser. Le Maritchka est actuellement en phase de tests et semble satisfaire ses créateurs. Il suscite de grands espoirs en Ukraine. On s’attend à ce que l’efficacité du Maritchka soit testée dans un proche avenir. Il est prévu qu'après avoir acquis les capacités opérationnelles initiales, le Maritchka sera utilisé dans des opérations suicides contre les installations de la flotte russe de la mer Noire, ainsi que contre les infrastructures et établissements russes critiques,.